# The Candy Trail
The Candy Trail er en amerikansk stumfilm fra 1916 af Will Louis.

## Medvirkende
- Oliver Hardy som Plump
- Billy Ruge som Runt
- Florence McLaughlin
- Bert Tracy